# SSV Union 06 Hannover
Der Schwimm-Sport-Verein Union 06 e.V. ist ein Schwimmsportverein aus dem Hannoverschen Stadtteil Döhren. Er bietet neben dem Schwimmsport und Schwimmausbildung auch Tauchen und Wasserball an. Seit 1977 ist der Verein beim Teilbereich Schwimmen der SGS Hannover angeschlossen.

## Geschichte
Der SSV Union wurde 1906 als reiner Schwimmverein von einigen Jugendlichen aus der Nordstadt gegründet. Schon ein Jahr später zählte der Verein 78 Mitglieder. Im Laufe der nächsten Jahre wurden auch Wasserball und Kunstspringen ins Programm aufgenommen. Bis nach dem Zweiten Weltkrieg war der Verein in verschiedenen Bädern beheimatet; erst 1949 wurde er in Döhren ansässig, wo er ein Freibadgelände am großen Döhrener Teich besitzt. Hier wurde auch das Vereinsheim errichtet, das die Unioner im Sommer nutzen.
Die Wasserballer zogen zu ihren Spielen in der Ihme in den 1920er Jahren bis zu 1000 Zuschauer an. In den 1950er Jahren war die Wasserballmannschaft von Union eine der besten in Hannover. Sie stieg 1960 in die Oberliga (damals die höchste deutsche Spielklasse) auf und nahm ein Jahr später an der Endrunde um die deutsche Meisterschaft teil. Als die Wasserball-Bundesliga eingeführt wurde, verzichtete Union jedoch auf eine Teilnahme; die Mannschaft konnte später aber in unteren Klassen regional einige Erfolge verbuchen. Zuletzt spielte der SSV Union 06 im Bezirk Hannover.
Bei den Schwimmern konnten Aktive des SSV Union 06 vor allem in den letzten 30 Jahren mehrere deutsche und Europameisterschaften im Einzel und mit der SGS-Mannschaft erringen; mit Birte Steven hatte der Verein 2004 eine Vertreterin bei den Olympischen Spielen.

## Erfolge (Auswahl)
Europameisterschaften:
- Timo Nolte (Einzel Kurzbahn, 1996)
- Sylvia Gerasch (1993)
- Cornelia Florkowski (1986, Jugend)
- Matthias Grohnau (1986, Jugend)

Deutsche Meisterschaften:
- Birte Steven (2004)
- Timo Nolte (Einzel 1993; SGS-Mannschaft 1997, 1998, 1999)
- Peter Wolf (1981)